# Upper Austria Ladies Linz 2020
Upper Austria Ladies Linz 2020 byl tenisový turnaj pořádaný jako součást ženského okruhu WTA Tour hraný v TipsArena Linz na krytých dvorcích s tvrdým povrchem DecoTurf. Probíhal mezi 9. až 15. listopadem 2020 v rakouském Linci jako třicátý čtvrtý ročník turnaje.
Turnaj s rozpočtem 225 500 dolarů patřil do kategorie WTA International. Nejvýše nasazenou hráčkou ve dvouhře se stala jedenáctá tenistka světa, Aryna Sabalenková z Běloruska. Jako poslední přímá účastnice do dvouhry nastoupila 115. hráčka žebříčku, Belgičanka Greet Minnenová.
Po zrušení všech podzimních asijských turnajů včetně Turnaje mistryň kvůli pandemii covidu-19 se linecká událost stala závěrečným turnajem v revidovaném kalendáři WTA Tour.
Osmý kariérní titul získala turnajová jednička Běloruska Aryna Sabalenková.  Deblovou trofej vybojovalo nizozemsko-slovinské duo Arantxa Rusová a Tamara Zidanšeková.

## Distribuce bodů a finančních odměn

### Distribuce bodů
| Soutěž  | vítězky | finalistky | semifinalistky | čtvrtfinalistky | 16 v kole | 32 v kole | Q  | Q2 | Q1 |
| ------- | ------- | ---------- | -------------- | --------------- | --------- | --------- | -- | -- | -- |
| dvouhra | 280     | 180        | 110            | 60              | 30        | 1         | 18 | 12 | 1  |
| čtyřhra | 280     | 180        | 110            | 60              | 1         | —         | —  | —  | —  |

### Finanční odměny
| Soutěž                              | vítězky  | finalistky | semifinalistky | čtvrtfinalistky | 16 v kole | 32 v kole | Q2      | Q1    |
| ----------------------------------- | -------- | ---------- | -------------- | --------------- | --------- | --------- | ------- | ----- |
| dvouhra                             | 20 161 € | 11 290 €   | 6 214 €        | 4 153 €         | 3 347 €   | 2 621 €   | 1 359 € | 887 € |
| čtyřhra                             | 7 258 €  | 4 032 €    | 2 524 €        | 1 588 €         | 1 250 €   | —         | —       | —     |
| částka ve čtyřhře je uvedena na pár |          |            |                |                 |           |           |         |       |

## Ženská dvouhra

### Nasazení
| Stát                          | Hráčka                   | WTA | Nasazení |
| ----------------------------- | ------------------------ | --- | -------- |
| Bělorusko                     | Aryna Sabalenková        | 11  | 1        |
| Belgie                        | Elise Mertensová         | 21  | 2        |
| Ukrajina                      | Dajana Jastremská        | 29  | 3        |
| Rusko                         | Jekatěrina Alexandrovová | 33  | 4        |
| Rusko                         | Veronika Kuděrmetovová   | 46  | 5        |
| Argentina                     | Nadia Podoroská          | 48  | 6        |
| Švýcarsko                     | Jil Teichmannová         | 57  | 7        |
| USA                           | Bernarda Peraová         | 61  | 8        |
| Žebříček WTA k 26. říjnu 2020 |                          |     |          |

### Jiné formy účasti
Následující hráčky obdržely divokou kartu do hlavní soutěže:
- Julia Grabherová
- Barbara Haasová
- Věra Zvonarevová

Následující hráčky si zajistily postup do hlavní soutěže v kvalifikaci:
- Océane Dodinová
- Jana Fettová
- Anhelina Kalininová
- Tereza Martincová
- Harmony Tanová
- Stefanie Vögeleová

Následující hráčka postoupila z kvalifikace jako tzv. šťastná poražená:
- Katarina Zavacká

### Odhlášení
před zahájením turnaje
- Anna Blinkovová → nahradila ji  Aljaksandra Sasnovičová
- Jennifer Bradyová  → nahradila ji  Jasmine Paoliniová
- Alizé Cornetová   → nahradila ji   Varvara Gračovová
- Anett Kontaveitová → nahradila ji  Marta Kosťuková
- Christina McHaleová → nahradila ji  Tamara Zidanšeková
- Jelena Rybakinová → nahradila ji  Sorana Cîrsteaová
- Patricia Maria Țigová  → nahradila ji  Viktória Kužmová
- Markéta Vondroušová → nahradila ji  Barbora Krejčíková
- Heather Watsonová → nahradila ji  Katarina Zavacká

## Ženská čtyřhra

### Nasazení
| Stát                                                                      | Hráčka             | Stát      | Hráčka                | WTA  | Nasazení |
| ------------------------------------------------------------------------- | ------------------ | --------- | --------------------- | ---- | -------- |
| Česko                                                                     | Lucie Hradecká     | Česko     | Kateřina Siniaková    | 42.  | 1.       |
| Kanada                                                                    | Gabriela Dabrowská | Rusko     | Věra Zvonarevová      | 51.  | 2.       |
| Rumunsko                                                                  | Irina Baraová      | Španělsko | Sara Sorribes Tormová | 165. | 3.       |
| Nizozemsko                                                                | Arantxa Rusová     | Slovinsko | Tamara Zidanšeková    | 174. | 4.       |
| Žebříček WTA k 26. říjnu 2020; číslo je součtem umístění obou členek páru |                    |           |                       |      |          |

### Jiné formy účasti
Následující páry obdržely divokou kartu do hlavní soutěže:
- Mira Antonitschová /  Julia Grabherová
- Jodie Burrageová /  Sabine Lisická

## Přehled finále

### Ženská dvouhra
- Aryna Sabalenková vs.  Elise Mertensová, 7–5, 6–2

### Ženská čtyřhra
- Arantxa Rusová /  Tamara Zidanšeková vs.  Lucie Hradecká /  Kateřina Siniaková, 6–3, 6–4